# (7940) Erichmeyer
(7940) Erichmeyer ist ein Asteroid des Hauptgürtels, der am 13. März 1991 am Oak-Ridge-Observatorium (IAU-Code 801) in Cambridge im US-Bundesstaat Massachusetts entdeckt wurde. Die Absolute Helligkeit des Asteroiden beträgt 13,87 mag.
Der Asteroid wurde am 10. Juni 1998 nach dem österreichischen Amateurastronomen Erich Meyer (* 1951) anlässlich seines 20-jährigen Jubiläums als Astrometer benannt.